# Copa Argentina 2012-13
La Copa Argentina 2012-13 (llamada Copa «Sancor Seguros» Argentina 2012-13 por motivos de patrocinio) fue la cuarta edición de dicha competición oficial organizada por la Asociación del Fútbol Argentino, y la segunda de su nueva etapa. Contó con la participación de 224 equipos, todos los que disputaban los torneos de Primera División, Primera B Nacional, Torneo Argentino A, Primera B, Torneo Argentino B, Primera C y Primera D.
Consagró campeón al Arsenal Fútbol Club, que en esa condición disputó la Supercopa Argentina 2013 frente al campeón del Campeonato de Primera División 2012-13, el Club Atlético Vélez Sarsfield. También participó de la Copa Libertadores 2014.

## Equipos participantes

### Primera División
| All Boys        | Argentinos Juniors | Arsenal     | Atlético de Rafaela |
| Belgrano        | Boca Juniors       | Colón       | Estudiantes (LP)    |
| Godoy Cruz      | Independiente      | Lanús       | Newell's Old Boys   |
| Quilmes         | Racing Club        | River Plate | San Lorenzo         |
| San Martín (SJ) | Tigre              | Unión       | Vélez Sarsfield     |

### Segunda categoría

#### Primera B Nacional
| Aldosivi     | Almirante Brown         | Atlético Tucumán       | Banfield                |
| Boca Unidos  | Crucero del Norte       | Defensa y Justicia     | Deportivo Merlo         |
| Douglas Haig | Ferro Carril Oeste      | Gimnasia y Esgrima (J) | Gimnasia y Esgrima (LP) |
| Huracán      | Independiente Rivadavia | Instituto              | Nueva Chicago           |
| Olimpo       | Patronato               | Rosario Central        | Sarmiento (J)           |

### Tercera categoría

#### Primera B
| Acassuso         | Almagro                | Atlanta           | Barracas Central |
| Brown (A)        | Central Córdoba (R)    | Chacarita Juniors | Colegiales       |
| Comunicaciones   | Defensores de Belgrano | Deportivo Armenio | Deportivo Morón  |
| Estudiantes (BA) | Flandria               | Los Andes         | Platense         |
| San Telmo        | Temperley              | Tristán Suárez    | Villa Dálmine    |
| Villa San Carlos |                        |                   |                  |

#### Torneo Argentino A
| Alumni                   | Alvarado                    | Central Córdoba (SdE)  | Central Norte    |
| Cipolletti               | Defensores de Belgrano (VR) | Deportivo Maipú        | Desamparados     |
| Gimnasia y Esgrima (CdU) | Gimnasia y Tiro (S)         | Guaraní Antonio Franco | Guillermo Brown  |
| Juventud Antoniana       | Juventud Unida (SL)         | Libertad (S)           | Racing (C)       |
| Racing (O)               | Rivadavia (L)               | San Jorge (T)          | San Martín (T)   |
| Santamarina              | Sportivo Belgrano           | Talleres (C)           | Tiro Federal (R) |
| Unión (MdP)              |                             |                        |                  |

### Cuarta categoría

#### Primera C
| Argentino de Merlo | Berazategui       | Cambaceres     | Defensores Unidos |
| Deportivo Español  | Dock Sud          | El Porvenir    | Excursionistas    |
| Fénix              | General Lamadrid  | J.J. Urquiza   | Laferrere         |
| Liniers            | Luján             | Midland        | Sacachispas       |
| San Miguel         | Sportivo Italiano | Talleres (RdE) | UAI Urquiza       |

#### Torneo Argentino B
| 9 de Julio (M)          | 9 de Julio (R)         | Alianza de Moldes      | Altos Hornos Zapla            |
| Alianza de Cutral Có    | Américo Tesorieri      | Andes Talleres         | Andino                        |
| Alvear FBC              | Agropecuario Argentino | Atenas                 | Atlético Concepción           |
| Atlético Famaillá       | Atlético Paraná        | Atlético Policial      | Atlético San Jorge            |
| Atlético Uruguay        | Bella Vista            | Belgrano (P)           | Ben Hur                       |
| Boca Río Gallegos       | CAI                    | Chaco For Ever         | Colegiales (C)                |
| Comunicaciones (M)      | Concepción Fútbol Club | Cruz del Sur           | Defensores de Pronunciamiento |
| Defensores de Salto     | Deportivo Aguilares    | Deportivo Madryn       | Deportivo Mandiyú             |
| Deportivo Patagones     | Deportivo Roca         | El Linqueño            | Estudiantes (RC)              |
| Estudiantes (SL)        | Ferro (GP)             | Ferro (O)              | Fontana                       |
| General Paz Juniors     | Germinal               | Gimnasia y Esgrima (M) | Grupo Universitario           |
| Guaymallén              | Güemes                 | Gutiérrez Sport Club   | Huracán de Comodoro           |
| Huracán de Goya         | Huracán Las Heras      | Huracán (SR)           | Huracán (TA)                  |
| Independiente (C)       | Independiente (N)      | Independiente (RC)     | Jorge Gibson Brown            |
| Jorge Newbery (CR)      | Jorge Newbery (VT)     | Juventud Alianza       | Juventud Unida (G)            |
| La Emilia               | Liniers (BB)           | Maronese               | Mercedes                      |
| Mitre (S)               | Mitre (SdE)            | Monterrico San Vicente | Once Tigres                   |
| Sportivo Peñarol        | Racing (T)             | River de Embarcación   | Rosamonte                     |
| San Lorenzo de Alem     | San Martín (F)         | San Martín (M)         | Sanjustino                    |
| Sarmiento (L)           | Sarmiento (R)          | Sarmiento (SdE)        | Sol de América                |
| Sol de Mayo             | SC Pacífico            | Sportivo Del Bono      | Sportivo Fernández            |
| Sportivo Huracán        | Sportivo Las Heras     | Sportivo Las Parejas   | Sportivo Patria               |
| Sportivo Rivadavia (VT) | Talleres (P)           | Textil Mandiyú         | Tiro Federal (BB)             |
| Tiro Federal (M)        | Trinidad               | Unión Aconquija        | Unión (S)                     |
| Unión (VK)              | Villa Belgrano         | Villa Cubas            | Villa Mitre                   |

### Quinta categoría

#### Primera D
| Argentino de Quilmes | Argentino de Rosario | Atlas        | Cañuelas            |
| Central Ballester    | Centro Español       | Claypole     | Deportivo Muñiz     |
| Deportivo Paraguayo  | Deportivo Riestra    | Ituzaingó    | Juventud Unida (SM) |
| Leandro N. Alem      | Lugano               | Puerto Nuevo | San Martín (B)      |
| Victoriano Arenas    | Yupanqui             |              |                     |

### Distribución geográfica de los equipos
Uno de los principales objetivos de esta copa es la federalización de la competencia, haciendo participar a equipos de todo el país, por lo que se propuso que en la primera instancia jueguen representantes de todas las regiones. En esta edición no habrá equipos de una única provincia, Tierra del Fuego, ya que no posee ningún equipo desde el Torneo Argentino B en adelante.
| Región                           | Equipos |
| -------------------------------- | ------- |
| Ciudad de Buenos Aires           | 20      |
| Provincia de Buenos Aires        | 84      |
| Provincia de Catamarca           | 4       |
| Provincia del Chaco              | 3       |
| Provincia del Chubut             | 7       |
| Provincia de Córdoba             | 14      |
| Provincia de Corrientes          | 5       |
| Provincia de Entre Ríos          | 9       |
| Provincia de Formosa             | 3       |
| Provincia de Jujuy               | 4       |
| Provincia de La Pampa            | 2       |
| Provincia de La Rioja            | 2       |
| Provincia de Mendoza             | 11      |
| Provincia de Misiones            | 4       |
| Provincia del Neuquén            | 3       |
| Provincia de Río Negro           | 5       |
| Provincia de Salta               | 5       |
| Provincia de San Juan            | 7       |
| Provincia de San Luis            | 2       |
| Provincia de Santa Cruz          | 2       |
| Provincia de Santa Fe            | 16      |
| Provincia de Santiago del Estero | 5       |
| Provincia de Tucumán             | 7       |
| Total                            | 224     |

## Fase preliminar
De esta primera etapa participaron los 100 equipos del Torneo Argentino B. Entre el 23 y el 30 de octubre se eliminaron en un solo partido, y de allí salieron 50 equipos ganadores, que pasaron a la Tercera eliminatoria.
Fue organizada por el Consejo Federal, órgano interno de la AFA.
| Fecha         | Local                   | Resultado       | Visitante               |
| ------------- | ----------------------- | --------------- | ----------------------- |
| 24 de octubre | Monterrico San Vicente  | (3) 1 - 1 (4)   | River de Embarcación    |
| 30 de octubre | Altos Hornos Zapla      | 1 - 0           | Talleres (P)            |
| 24 de octubre | Deportivo Aguilares     | 1 - 2           | Atlético Famaillá       |
| 24 de octubre | Concepción FC           | 1 - 2           | Atlético Concepción     |
| 24 de octubre | Mitre (SdE)             | 4 - 1           | Güemes                  |
| 24 de octubre | Sarmiento (SdE)         | 3 - 1           | Sportivo Fernández      |
| 24 de octubre | Mitre (S)               | (11) 1 - 1 (10) | Unión Aconquija         |
| 24 de octubre | Andino                  | 1 - 2           | Américo Tesorieri       |
| 23 de octubre | Villa Cubas             | 3 - 1           | San Lorenzo de Alem     |
| 24 de octubre | Atlético Policial       | (5) 1 -1 (4)    | Sportivo Peñarol        |
| 24 de octubre | Estudiantes (SL)        | 2 - 1           | Alianza de Moldes       |
| 24 de octubre | Atenas                  | (4) 1 - 1 (3)   | Estudiantes (RC)        |
| 24 de octubre | Gimnasia y Esgrima (M)  | 2 - 1           | Guaymallén              |
| 24 de octubre | San Martín (M)          | (4) 1 - 1 (3)   | Huracán Las Heras       |
| 23 de octubre | Unión (VK)              | (4) 2 - 2 (2)   | Sportivo Del Bono       |
| 24 de octubre | Juventud Alianza        | (5) 1 - 1 (3)   | Trinidad                |
| 24 de octubre | SC Pacífico             | 1 - 0           | Huracán (SR)            |
| 24 de octubre | Gutiérrez SC            | 3 - 2           | Andes Talleres          |
| 24 de octubre | General Paz Juniors     | 4 - 1           | Sarmiento (L)           |
| 24 de octubre | 9 de Julio (M)          | 2 - 1           | Tiro Federal (M)        |
| 24 de octubre | Atlético San Jorge      | 1 - 0           | 9 de Julio (R)          |
| 24 de octubre | Unión (S)               | (2) 0 - 0 (4)   | Ben Hur                 |
| 24 de octubre | Sportivo Rivadavia (VT) | (3) 0 - 0 (1)   | Jorge Newbery (VT)      |
| 24 de octubre | Sanjustino              | (2) 0 - 0 (3)   | Def. de Pronunciamiento |
| 24 de octubre | Atlético Paraná         | (5) 0 - 0 (4)   | Belgrano (P)            |
| 24 de octubre | Juventud Unida (G)      | (4) 0 - 0 (1)   | Atlético Uruguay        |
| 24 de octubre | Deportivo Mandiyú       | (3) 0 - 0 (1)   | Textil Mandiyú          |
| 24 de octubre | Comunicaciones (M)      | (4) 1 - 1 (3)   | Huracán de Goya         |
| 24 de octubre | Jorge Gibson Brown      | (4) 1 - 1 (3)   | Rosamonte               |
| 24 de octubre | Sarmiento (R)           | (4) 0 - 0 (3)   | Chaco For Ever          |
| 24 de octubre | Sol de América          | (4) 0 - 0 (5)   | Fontana                 |
| 24 de octubre | Sportivo Patria         | 1 - 0           | San Martín (F)          |
| 24 de octubre | Colegiales (C)          | 3 - 0           | Sportivo Las Heras      |
| 24 de octubre | Sportivo Las Parejas    | 0 - 1           | La Emilia               |
| 24 de octubre | Once Tigres             | 2 - 1           | Independiente (C)       |
| 25 de octubre | Ferro (O)               | (2) 1 - 1 (4)   | Defensores de Salto     |
| 25 de octubre | El Linqueño             | (4) 0 - 0 (2)   | Villa Belgrano          |
| 24 de octubre | Agropecuario Argentino  | 4 - 1           | Mercedes                |
| 25 de octubre | Huracán (TA)            | 0 - 3           | Grupo Universitario     |
| 24 de octubre | Ferro (GP)              | (2) 1 - 1 (3)   | Alvear FBC              |
| 24 de octubre | Cruz del Sur            | 3 - 1           | Alianza de Cutral Có    |
| 24 de octubre | Maronese                | (7) 1 - 1 (6)   | Independiente (N)       |
| 24 de octubre | Bella Vista             | (4) 1 - 1 (5)   | Villa Mitre             |
| 24 de octubre | Liniers (BB)            | (4) 4 - 4 (5)   | Tiro Federal (BB)       |
| 24 de octubre | Deportivo Roca          | 6 - 0           | Independiente (RC)      |
| 24 de octubre | Deportivo Patagones     | (2) 0 - 0 (3)   | Sol de Mayo             |
| 24 de octubre | Deportivo Madryn        | 1 - 0           | Racing (T)              |
| 24 de octubre | CAI                     | 1 - 0           | Germinal                |
| 24 de octubre | Huracán de Comodoro     | (4) 1 - 1 (5)   | Jorge Newbery (CR)      |
| 24 de octubre | Boca Río Gallegos       | 5 - 1           | Sportivo Huracán        |

1. ↑  Suspendido a los 20' cuando iban 0 a 0 debido a un grave accidente de tránsito protagonizado por hinchas de Talleres (P) en su traslado al estadio.[3] Se completó el 7 de noviembre.
2. ↑  Suspendido a los 88' por incidentes provocados por la parcialidad de Huracán de San Rafael, con el resultado 1 - 2. Se le dio por ganado a SC Pacífico.

## Fase inicial

### Primera eliminatoria
Se enfrentaron los 18 equipos de Primera D y 8 equipos de Primera C (los últimos 7 de la tabla general de la temporada pasada y el recién ascendido) y de allí surgieron 13 equipos ganadores que pasaron a la Segunda eliminatoria. Estos partidos se disputaron entre el 23 de octubre y el 1 de noviembre.
Fue organizada directamente por la AFA.
| Fecha          | Local                | Resultado     | Visitante            |
| -------------- | -------------------- | ------------- | -------------------- |
| 24 de octubre  | Luján                | 2 - 0         | Central Ballester    |
| 31 de octubre  | El Porvenir          | (3) 1 - 1 (2) | Deportivo Paraguayo  |
| 24 de octubre  | Argentino de Merlo   | 1 - 3         | Puerto Nuevo         |
| 1 de noviembre | Defensores Unidos    | (3) 1 - 1 (1) | Ituzaingó            |
| 24 de octubre  | Sacachispas          | 6 - 0         | Lugano               |
| 23 de octubre  | Deportivo Español    | (4) 3 - 3 (3) | Muñiz                |
| 24 de octubre  | Fénix                | 0 - 2         | Claypole             |
| 31 de octubre  | Liniers              | 2 - 0         | Argentino de Rosario |
| 31 de octubre  | Argentino de Quilmes | (3) 1 - 1 (0) | Victoriano Arenas    |
| 31 de octubre  | Atlas                | 1 - 0         | Yupanqui             |
| 24 de octubre  | Leandro N. Alem      | (4) 1 - 1 (1) | Juventud Unida (SM)  |
| 31 de octubre  | Centro Español       | (5) 1 - 1 (4) | Cañuelas             |
| 31 de octubre  | Deportivo Riestra    | 3 - 0         | San Martín (B)       |

### Segunda eliminatoria
Organizada directamente por la AFA, la conformaron los 13 equipos ganadores de la Primera eliminatoria, más los 12 equipos restantes de la Primera C y los 21 que militan en la Primera B, totalizando 46 equipos. Los mismos se enfrentaron entre sí a efectos de determinar 23 ganadores, que pasaron a la Quinta eliminatoria. Estos partidos se disputaron entre el 6 y el 15 de noviembre.
| Fecha           | Local                  | Resultado     | Visitante         |
| --------------- | ---------------------- | ------------- | ----------------- |
| 7 de noviembre  | Chacarita              | 5 - 0         | Puerto Nuevo      |
| 7 de noviembre  | Atlanta                | (2) 1 - 1 (4) | Claypole          |
| 6 de noviembre  | Platense               | 2 - 0         | Argentino (Q)     |
| 15 de noviembre | Estudiantes (BA)       | (4) 1 - 1 (2) | Centro Español    |
| 7 de noviembre  | Los Andes              | 0 - 1         | Leandro N. Alem   |
| 7 de noviembre  | Colegiales             | (4) 1 - 1 (5) | Deportivo Riestra |
| 7 de noviembre  | Brown (A)              | 3 - 2         | Atlas             |
| 13 de noviembre | Flandria               | (6) 0 - 0 (5) | Luján             |
| 6 de noviembre  | Deportivo Armenio      | 1 - 0         | Deportivo Español |
| 7 de noviembre  | Deportivo Morón        | 2 - 1         | Dock Sud          |
| 14 de noviembre | Defensores de Belgrano | 0 - 1         | Berazategui       |
| 14 de noviembre | Temperley              | (3) 0 - 0 (4) | Excursionistas    |
| 6 de noviembre  | Barracas Central       | 1 - 2         | Midland           |
| 7 de noviembre  | Tristán Suárez         | 4 - 2         | Talleres (RdE)    |
| 14 de noviembre | Villa Dálmine          | (1) 0 - 0 (4) | Laferrere         |
| 14 de noviembre | Almagro                | 1 - 0         | Sacachispas       |
| 7 de noviembre  | San Telmo              | (4) 1 - 1 (3) | San Miguel        |
| 14 de noviembre | Central Córdoba (R)    | 1 - 0         | J.J. Urquiza      |
| 7 de noviembre  | Villa San Carlos       | 0 - 2         | El Porvenir       |
| 6 de noviembre  | Comunicaciones         | 0 - 1         | Liniers           |
| 7 de noviembre  | Acassuso               | 1 - 2         | Defensores Unidos |
| 7 de noviembre  | Sportivo Italiano      | (3) 0 - 0 (2) | Cambaceres        |
| 7 de noviembre  | General Lamadrid       | 0 - 2         | UAI Urquiza       |

### Tercera eliminatoria
Los 50 equipos provenientes de la Fase preliminar se enfrentaron entre sí a efectos de determinar 25 equipos ganadores, que pasaron a la Cuarta eliminatoria. Estos partidos se disputaron entre el 6 y el 14 de noviembre y fueron organizados por el Consejo Federal.
| Fecha           | Local                   | Resultado     | Visitante               |
| --------------- | ----------------------- | ------------- | ----------------------- |
| 14 de noviembre | Altos Hornos Zapla      | (5) 2 - 2 (3) | River de Embarcación    |
| 7 de noviembre  | Atlético Famaillá       | (4) 1 - 1 (3) | Atlético Concepción     |
| 7 de noviembre  | Mitre (SdE)             | (3) 0 - 0 (4) | Sarmiento (SdE)         |
| 6 de noviembre  | Américo Tesorieri       | 6 - 0         | Mitre (S)               |
| 8 de noviembre  | Atlético Policial       | 0 - 1         | Villa Cubas             |
| 7 de noviembre  | Atenas                  | 3 - 1         | Estudiantes (SL)        |
| 7 de noviembre  | Gimnasia y Esgrima (M)  | (4) 1 - 1 (5) | San Martín (M)          |
| 7 de noviembre  | Juventud Alianza        | (4) 1 - 1 (5) | Unión (VK)              |
| 7 de noviembre  | Gutiérrez SC            | (9) 1 - 1 (8) | SC Pacífico             |
| 7 de noviembre  | 9 de Julio (M)          | 2 - 1         | General Paz Juniors     |
| 7 de noviembre  | Ben Hur                 | 2 - 1         | Atlético San Jorge      |
| 7 de noviembre  | Def. de Pronunciamiento | (3) 0 - 0 (5) | Sportivo Rivadavia (VT) |
| 7 de noviembre  | Juventud Unida (G)      | 0 - 1         | Atlético Paraná         |
| 7 de noviembre  | Deportivo Mandiyú       | 3 - 1         | Comunicaciones (M)      |
| 7 de noviembre  | Sarmiento (R)           | 0 - 1         | Jorge Gibson Brown      |
| 7 de noviembre  | Sportivo Patria         | 4 - 2         | Fontana                 |
| 7 de noviembre  | Colegiales (C)          | 1 - 0         | La Emilia               |
| 8 de noviembre  | Once Tigres             | 2 - 1         | Defensores de Salto     |
| 7 de noviembre  | Agropecuario Argentino  | (5) 2 - 2 (4) | El Linqueño             |
| 7 de noviembre  | Grupo Universitario     | (5) 1 - 1 (4) | Alvear FBC              |
| 7 de noviembre  | Maronese                | (0) 1 - 1 (3) | Cruz del Sur            |
| 7 de noviembre  | Tiro Federal (BB)       | 0 - 1         | Villa Mitre             |
| 7 de noviembre  | Deportivo Roca          | 0 - 2         | Sol de Mayo             |
| 7 de noviembre  | CAI                     | 5 - 2         | Deportivo Madryn        |
| 7 de noviembre  | Boca Río Gallegos       | 2 - 0         | Jorge Newbery (CR)      |

### Cuarta eliminatoria
Organizada por el Consejo Federal, formaron parte de ella los 25 equipos clasificados en la Tercera eliminatoria y los 25 participantes del Argentino A, determinando 25 ganadores que pasaron a la Quinta eliminatoria. Estos partidos se disputaron entre el 20 y el 28 de noviembre.
| Fecha           | Local                    | Resultado     | Visitante               |
| --------------- | ------------------------ | ------------- | ----------------------- |
| 21 de noviembre | Central Norte (S)        | 3 - 2         | Altos Hornos Zapla      |
| 22 de noviembre | San Martín (T)           | 3 - 1         | Atlético Famaillá       |
| 22 de noviembre | Central Córdoba (SdE)    | 2 - 0         | Sarmiento (SdE)         |
| 22 de noviembre | Juventud Antoniana       | 3 - 0         | Américo Tesorieri       |
| 22 de noviembre | Gimnasia y Tiro (S)      | 2 - 1         | Villa Cubas             |
| 22 de noviembre | Juventud Unida (SL)      | (1) 2 - 2 (3) | Atenas                  |
| 22 de noviembre | Deportivo Maipú          | 1 - 2         | San Martín (M)          |
| 28 de noviembre | Desamparados             | (3) 1 - 1 (4) | Unión (VK)              |
| 22 de noviembre | Talleres (C)             | 3 - 1         | Gutiérrez SC            |
| 22 de noviembre | Sportivo Belgrano        | 2 - 1         | 9 de Julio (M)          |
| 21 de noviembre | Libertad (S)             | 0 - 1         | Ben Hur                 |
| 21 de noviembre | Alumni                   | 0 - 2         | Sportivo Rivadavia (VT) |
| 22 de noviembre | Gimnasia y Esgrima (CdU) | (3) 2 - 2 (2) | Atlético Paraná         |
| 21 de noviembre | Tiro Federal (R)         | (3) 1 - 1 (4) | Deportivo Mandiyú       |
| 20 de noviembre | Guaraní Antonio Franco   | (3) 1 - 1 (5) | Jorge Gibson Brown      |
| 21 de noviembre | San Jorge (T)            | (3) 1 - 1 (2) | Sportivo Patria         |
| 22 de noviembre | Racing (C)               | 2 - 0         | Colegiales (C)          |
| 21 de noviembre | Def. de Belgrano (VR)    | 3 - 0         | Once Tigres             |
| 21 de noviembre | Rivadavia (L)            | 3 - 5         | Agropecuario Argentino  |
| 21 de noviembre | Santamarina              | 1 - 0         | Grupo Universitario     |
| 22 de noviembre | Racing (O)               | 5 - 1         | Cruz del Sur            |
| 20 de noviembre | Unión (MdP)              | 2 - 3         | Villa Mitre             |
| 21 de noviembre | Alvarado                 | 3 - 2         | Sol de Mayo             |
| 21 de noviembre | Guillermo Brown          | 1 - 0         | CAI                     |
| 28 de noviembre | Cipolletti               | 0 - 2         | Boca Río Gallegos       |

### Quinta eliminatoria
Los 48 equipos ganadores provenientes de la Segunda y Cuarta eliminatorias, 23 equipos directamente afiliados y 25 equipos dependientes del Consejo Federal, respectivamente, fueron emparejados a efectos de obtener las llaves de partidos, que se disputaron entre los días 21 de noviembre de 2012 y 23 de enero de 2013. Los 24 equipos ganadores clasificaron a la siguiente etapa, la Ronda previa de la Fase final.
Esta etapa fue organizada directamente por la AFA.
| Fecha           | Local                    | Resultado     | Visitante               |
| --------------- | ------------------------ | ------------- | ----------------------- |
| 21 de noviembre | Platense                 | 1 - 0         | Liniers                 |
| 21 de noviembre | Tristán Suárez           | 4 - 0         | Laferrere               |
| 21 de noviembre | Brown (A)                | 1 - 0         | Leandro N. Alem         |
| 21 de noviembre | Flandria                 | (4) 0 - 0 (5) | Excursionistas          |
| 21 de noviembre | Chacarita                | 4 - 0         | Claypole                |
| 21 de noviembre | San Telmo                | (2) 1 - 1 (3) | Midland                 |
| 21 de noviembre | Deportivo Armenio        | (3) 1 - 1 (1) | El Porvenir             |
| 28 de noviembre | Sportivo Italiano        | (5) 1 - 1 (6) | UAI Urquiza             |
| 23 de enero     | Almagro                  | 0 - 1         | Defensores Unidos       |
| 5 de diciembre  | Estudiantes (BA)         | 2 - 0         | Deportivo Riestra       |
| 23 de enero     | Deportivo Morón          | 5 - 1         | Berazategui             |
| 5 de diciembre  | Guillermo Brown          | 1 - 0         | Boca Río Gallegos       |
| 5 de diciembre  | Unión (VK)               | 2 - 1         | San Martín (M)          |
| 5 de diciembre  | Talleres (C)             | 3 - 0         | Racing (C)              |
| 5 de diciembre  | Sportivo Belgrano        | 2 - 1         | Atenas                  |
| 5 de diciembre  | San Martín (T)           | 3 - 1         | San Jorge (T)           |
| 5 de diciembre  | Central Norte            | 1 - 0         | Gimnasia y Tiro (S)     |
| 6 de diciembre  | Juventud Antoniana       | 3 - 0         | Central Córdoba (SdE)   |
| 5 de diciembre  | Jorge Gibson Brown       | 2 - 1         | Deportivo Mandiyú       |
| 6 de diciembre  | Villa Mitre              | 0 - 2         | Racing (O)              |
| 30 de noviembre | Alvarado                 | (4) 0 - 0 (2) | Agropecuario Argentino  |
| 5 de diciembre  | Santamarina              | 2 - 0         | Def. de Belgrano (VR)   |
| 5 de diciembre  | Gimnasia y Esgrima (CdU) | (4) 0 - 0 (3) | Ben Hur                 |
| 6 de diciembre  | Central Córdoba (R)      | (4) 0 - 0 (3) | Sportivo Rivadavia (VT) |

## Fase final
Participan de la misma un total de 64 equipos: los 20 respectivos de Primera División y Primera B Nacional, sumados a los 24 clasificados de la Fase Inicial.
Consta de una etapa preliminar y otra de eliminatorias.

### Preclasificatorio
Afrontaron esta instancia 16 equipos de la Primera B Nacional, quedando exceptuados Huracán, Ferro Carril Oeste, Rosario Central y Banfield, preclasificados directamente a la Etapa de Eliminatorias de esta Fase Final, por haber sido campeones de Primera División en el profesionalismo. Tras los cruces, que se disputaron entre el 25 y el 30 de enero, quedaron 8 equipos ganadores, que pasaron a la mencionada siguiente etapa.
| Fecha       | Estadio                      | Equipo 1                | Resultado     | Equipo 2                |
| ----------- | ---------------------------- | ----------------------- | ------------- | ----------------------- |
| 30 de enero | Juan Domingo Perón           | Instituto               | (4) 1 - 1 (3) | Independiente Rivadavia |
| 27 de enero | Roberto Natalio Carminatti   | Olimpo                  | 4 - 1         | Aldosivi                |
| 29 de enero | José Antonio Romero Feris    | Boca Unidos             | 4 - 0         | Crucero del Norte       |
| 26 de enero | Monumental José Fierro       | Atlético Tucumán        | (6) 2 - 2 (5) | Gimnasia y Esgrima (J)  |
| 27 de enero | Presbítero Bartolomé Grella  | Patronato               | 2 - 0         | Nueva Chicago           |
| 25 de enero | Fragata Presidente Sarmiento | Almirante Brown         | 2 - 0         | Sarmiento (J)           |
| 26 de enero | Juan Carmelo Zerillo         | Gimnasia y Esgrima (LP) | 3 - 0         | Douglas Haig            |
| 27 de enero | Norberto Tomaghello          | Defensa y Justicia      | 2 - 1         | Deportivo Merlo         |

### Etapa de eliminatorias
Se formaron 4 zonas de 14 equipos cada una, con los 24 clasificados en la Fase Inicial, los 8 vencedores de la Etapa preliminar anterior, los 4 campeones de Primera División que participan de la Primera B Nacional detallados precedentemente, y los 20 equipos de Primera División, de los cuales los 8 equipos con más campeonatos obtenidos serán preclasificados directamente para la siguiente instancia.

#### Sedes
A partir de esta etapa, los partidos se desarrollaron en sedes neutrales. Los siguientes estadios fueron escenario de los mismos, según lo dispuesto por los organizadores.
|                                                                        |                                                                 |                                                           |                                                        |
|                                                                        |                                                                 |                                                           |                                                        |
| Bicentenario Ciudad de Catamarca Ciudad: Catamarca Capacidad: 36.000   | Centenario de Resistencia Ciudad: Resistencia Capacidad: 25.000 | Ciudad de Vicente López Ciudad: Florida Capacidad: 31.051 | Florencio Sola Ciudad: Banfield Capacidad: 34.901      |
|                                                                        |                                                                 |                                                           |                                                        |
| Ingeniero Hilario Sánchez Ciudad: San Juan Capacidad: 19.500           | Juan Domingo Perón Ciudad: Córdoba Capacidad: 35.535            | Julio Humberto Grondona Ciudad: Sarandí Capacidad: 16.300 | Mario Alberto Kempes Ciudad: Córdoba Capacidad: 57.000 |
|                                                                        |                                                                 |                                                           |                                                        |
| Monumental José Fierro Ciudad: San Miguel de Tucumán Capacidad: 32.500 | San Juan del Bicentenario Ciudad: San Juan Capacidad: 25.286    | Tres de Febrero Ciudad: José Ingenieros Capacidad: 19.000 |                                                        |

### Ronda previa
Participaron 48 equipos: los 24 ganadores de la Quinta Eliminatoria, los 8 provenientes de la Etapa Preliminar, los 4 de la Primera B Nacional campeones de Primera División (Huracán, Ferro Carril Oeste, Rosario Central y Banfield) y todos los equipos de Primera División a excepción de River Plate, Boca Juniors, Independiente, San Lorenzo de Almagro, Vélez Sarsfield, Racing Club, Estudiantes de La Plata y Newell's Old Boys, que por ser los equipos con más títulos en la máxima categoría clasificaron directamente a los dieciseisavos (Cuartos de final de zona). Se agruparon en 4 zonas, 12 equipos que cada una de ellas, por lo que quedaron 24 ganadores que pasaron a los cuartos de final de zona. Estos partidos se disputaron entre el 12 de febrero y el 25 de marzo.

#### Zona 1
| Fecha         | Estadio                          | Equipo 1           | Resultado     | Equipo 2           |
| ------------- | -------------------------------- | ------------------ | ------------- | ------------------ |
| 20 de febrero | Florencio Sola                   | Defensa y Justicia | 0 - 3         | Estudiantes (BA)   |
| 21 de marzo   | Bicentenario Ciudad de Catamarca | Tigre              | 0 - 1         | Juventud Antoniana |
| 13 de marzo   | Bicentenario Ciudad de Catamarca | Central Norte (S)  | 1 - 2         | Banfield           |
| 13 de marzo   | Mario Alberto Kempes             | Talleres (C)       | 1 - 0         | Belgrano (C)       |
| 12 de marzo   | Ciudad de Vicente López          | Almirante Brown    | (2) 0 - 0 (4) | Deportivo Armenio  |
| 23 de marzo   | Juan Domingo Perón               | Argentinos Juniors | (2) 0 - 0 (4) | Sportivo Belgrano  |

#### Zona 2
| Fecha         | Estadio                          | Equipo 1         | Resultado     | Equipo 2            |
| ------------- | -------------------------------- | ---------------- | ------------- | ------------------- |
| 6 de marzo    | Monumental Jose Fierro           | Atlético Tucumán | 3 - 1         | San Martín (T)      |
| 12 de febrero | San Juan del Bicentenario        | San Martín (SJ)  | (2) 0 - 0 (3) | Unión (VK)          |
| 5 de marzo    | Ciudad de Vicente López          | Midland          | 1 - 3         | Quilmes             |
| 20 de febrero | Centenario de Resistencia        | Rosario Central  | 1 - 2         | Central Córdoba (R) |
| 13 de febrero | Bicentenario Ciudad de Catamarca | All Boys         | 4 - 1         | Brown (A)           |
| 6 de marzo    | Tres de Febrero                  | Gimnasia (LP)    | (2) 0 - 0 (3) | Excursionistas      |

#### Zona 3
| Fecha         | Estadio                          | Equipo 1    | Resultado     | Equipo 2           |
| ------------- | -------------------------------- | ----------- | ------------- | ------------------ |
| 13 de marzo   | Centenario de Resistencia        | Boca Unidos | 1 - 0         | Jorge Gibson Brown |
| 20 de febrero | Bicentenario Ciudad de Catamarca | Colón       | 1 - 2         | Platense           |
| 23 de marzo   | Ciudad de Vicente López          | Santamarina | 0 - 2         | Arsenal            |
| 6 de marzo    | San Juan del Bicentenario        | Huracán     | 5 - 1         | Racing (O)         |
| 19 de febrero | San Juan del Bicentenario        | Godoy Cruz  | (7) 0 - 0 (6) | Chacarita          |
| 21 de febrero | Julio Humberto Grondona          | Olimpo      | 2 - 1         | Guillermo Brown    |

#### Zona 4
| Fecha         | Estadio                          | Equipo 1            | Resultado      | Equipo 2                 |
| ------------- | -------------------------------- | ------------------- | -------------- | ------------------------ |
| 20 de marzo   | Ciudad de Vicente López          | Patronato           | (9) 2 - 2 (10) | Tristán Suárez           |
| 14 de marzo   | Tres de Febrero                  | Defensores Unidos   | (6) 0 - 0 (5)  | Ferro Carril Oeste       |
| 21 de marzo   | Julio Humberto Grondona          | Lanús               | 1 - 0          | UAI Urquiza              |
| 13 de febrero | Bicentenario Ciudad de Catamarca | Atlético de Rafaela | 2 - 1          | Alvarado                 |
| 6 de marzo    | San Juan del Bicentenario        | Instituto           | 1 - 2          | Deportivo Morón          |
| 25 de marzo   | Centenario de Resistencia        | Unión               | (7) 1 - 1 (8)  | Gimnasia y Esgrima (CdU) |

### Cuadro de desarrollo
Los 24 equipos que quedaron en competencia se sumaron a los 8 clubes con más campeonatos de Primera División en el profesionalismo (River, Boca, Independiente, San Lorenzo, Vélez, Racing, Estudiantes (LP) y Newell's), haciendo un total de 32 equipos, los que se eliminaron entre sí hasta obtener un ganador por cada una de las zonas, los que disputaron las semifinales, en las que se enfrentaron el ganador de la Zona 1 con el ganador de la Zona 4 y el de la Zona 2 con el de la Zona 3, clasificando a los finalistas.
|  | Dieciseisavos de final                  | Dieciseisavos de final | Dieciseisavos de final                  |                    |                                         | Octavos de final     | Octavos de final | Octavos de final |  |                                         | Cuartos de final | Cuartos de final | Cuartos de final |  |                                         | Semifinales      | Semifinales | Semifinales |  |                                      | Final       | Final | Final |  |
|  |                                         |                        |                                         |                    |                                         |                      |                  |                  |  |                                         |                  |                  |                  |  |                                         |                  |             |             |  |                                      |             |       |       |  |
|  |                                         |                        |                                         |                    |                                         |                      |                  |                  |  |                                         |                  |                  |                  |  |                                         |                  |             |             |  |                                      |             |       |       |  |
|  | Bandera de la Ciudad de Buenos Aires    | River Plate            | 0                                       |                    |                                         |                      |                  |                  |  |                                         |                  |                  |                  |  |                                         |                  |             |             |  |                                      |             |       |       |  |
|  | Bandera de la Ciudad de Buenos Aires    | River Plate            | 0                                       |                    |                                         |                      |                  |                  |  |                                         |                  |                  |                  |  |                                         |                  |             |             |  |                                      |             |       |       |  |
|  | Bandera de la Provincia de Buenos Aires | Estudiantes (BA)       | 1                                       |                    |                                         |                      |                  |                  |  |                                         |                  |                  |                  |  |                                         |                  |             |             |  |                                      |             |       |       |  |
|  | Bandera de la Provincia de Buenos Aires | Estudiantes (BA)       | 1                                       |                    | Bandera de la Provincia de Buenos Aires | Estudiantes (BA) (p) | 1 (6)            |                  |  |                                         |                  |                  |                  |  |                                         |                  |             |             |  |                                      |             |       |       |  |
|  |                                         |                        |                                         |                    | Bandera de la Provincia de Buenos Aires | Estudiantes (BA) (p) | 1 (6)            |                  |  |                                         |                  |                  |                  |  |                                         |                  |             |             |  |                                      |             |       |       |  |
|  |                                         |                        | Bandera de la Provincia de Buenos Aires | Banfield           | 1 (5)                                   |                      |                  |                  |  |                                         |                  |                  |                  |  |                                         |                  |             |             |  |                                      |             |       |       |  |
|  | Bandera de la Provincia de Salta        | Juventud Antoniana     | Bandera de la Provincia de Buenos Aires | Banfield           | 1 (5)                                   | 0                    |                  |                  |  |                                         |                  |                  |                  |  |                                         |                  |             |             |  |                                      |             |       |       |  |
|  | Bandera de la Provincia de Salta        | Juventud Antoniana     |                                         |                    |                                         |                      |                  |                  |  |                                         |                  |                  |                  |  |                                         |                  |             |             |  |                                      |             |       |       |  |
|  | Bandera de la Provincia de Buenos Aires | Banfield               | 1                                       |                    |                                         |                      |                  |                  |  |                                         |                  |                  |                  |  |                                         |                  |             |             |  |                                      |             |       |       |  |
|  | Bandera de la Provincia de Buenos Aires | Banfield               | 1                                       |                    |                                         |                      |                  |                  |  | Bandera de la Provincia de Buenos Aires | Estudiantes (BA) | 1                |                  |  |                                         |                  |             |             |  |                                      |             |       |       |  |
|  |                                         |                        |                                         |                    |                                         |                      |                  |                  |  | Bandera de la Provincia de Buenos Aires | Estudiantes (BA) | 1                |                  |  |                                         |                  |             |             |  |                                      |             |       |       |  |
|  |                                         |                        | Bandera de la Provincia de Córdoba      | Talleres (C)       | 0                                       |                      |                  |                  |  |                                         |                  |                  |                  |  |                                         |                  |             |             |  |                                      |             |       |       |  |
|  | Bandera de la Provincia de Córdoba      | Talleres (C) (p)       | Bandera de la Provincia de Córdoba      | Talleres (C)       | 0                                       | 1 (5)                |                  |                  |  |                                         |                  |                  |                  |  |                                         |                  |             |             |  |                                      |             |       |       |  |
|  | Bandera de la Provincia de Córdoba      | Talleres (C) (p)       |                                         |                    |                                         |                      |                  |                  |  |                                         |                  |                  |                  |  |                                         |                  |             |             |  |                                      |             |       |       |  |
|  | Bandera de la Provincia de Córdoba      | Sportivo Belgrano      | 1 (3)                                   |                    |                                         |                      |                  |                  |  |                                         |                  |                  |                  |  |                                         |                  |             |             |  |                                      |             |       |       |  |
|  | Bandera de la Provincia de Córdoba      | Sportivo Belgrano      | 1 (3)                                   |                    | Bandera de la Provincia de Córdoba      | Talleres (C)         | 1                |                  |  |                                         |                  |                  |                  |  |                                         |                  |             |             |  |                                      |             |       |       |  |
|  |                                         |                        |                                         |                    | Bandera de la Provincia de Córdoba      | Talleres (C)         | 1                |                  |  |                                         |                  |                  |                  |  |                                         |                  |             |             |  |                                      |             |       |       |  |
|  |                                         |                        | Bandera de la Provincia de Santa Fe     | Newell's Old Boys  | 0                                       |                      |                  |                  |  |                                         |                  |                  |                  |  |                                         |                  |             |             |  |                                      |             |       |       |  |
|  | Bandera de la Provincia de Buenos Aires | Deportivo Armenio      | Bandera de la Provincia de Santa Fe     | Newell's Old Boys  | 0                                       | 1                    |                  |                  |  |                                         |                  |                  |                  |  |                                         |                  |             |             |  |                                      |             |       |       |  |
|  | Bandera de la Provincia de Buenos Aires | Deportivo Armenio      |                                         |                    |                                         |                      |                  |                  |  |                                         |                  |                  |                  |  |                                         |                  |             |             |  |                                      |             |       |       |  |
|  | Bandera de la Provincia de Santa Fe     | Newell's Old Boys      | 2                                       |                    |                                         |                      |                  |                  |  |                                         |                  |                  |                  |  |                                         |                  |             |             |  |                                      |             |       |       |  |
|  | Bandera de la Provincia de Santa Fe     | Newell's Old Boys      | 2                                       |                    |                                         |                      |                  |                  |  |                                         |                  |                  |                  |  | Bandera de la Provincia de Buenos Aires | Estudiantes (BA) | 1 (4)       |             |  |                                      |             |       |       |  |
|  |                                         |                        |                                         |                    |                                         |                      |                  |                  |  |                                         |                  |                  |                  |  | Bandera de la Provincia de Buenos Aires | Estudiantes (BA) | 1 (4)       |             |  |                                      |             |       |       |  |
|  |                                         |                        | Bandera de la Ciudad de Buenos Aires    | San Lorenzo (p)    | 1 (5)                                   |                      |                  |                  |  |                                         |                  |                  |                  |  |                                         |                  |             |             |  |                                      |             |       |       |  |
|  | Bandera de la Provincia de Buenos Aires | Racing Club            | Bandera de la Ciudad de Buenos Aires    | San Lorenzo (p)    | 1 (5)                                   | 0                    |                  |                  |  |                                         |                  |                  |                  |  |                                         |                  |             |             |  |                                      |             |       |       |  |
|  | Bandera de la Provincia de Buenos Aires | Racing Club            |                                         |                    |                                         |                      |                  |                  |  |                                         |                  |                  |                  |  |                                         |                  |             |             |  |                                      |             |       |       |  |
|  | Bandera de la Provincia de Buenos Aires | Tristán Suárez         | 1                                       |                    |                                         |                      |                  |                  |  |                                         |                  |                  |                  |  |                                         |                  |             |             |  |                                      |             |       |       |  |
|  | Bandera de la Provincia de Buenos Aires | Tristán Suárez         | 1                                       |                    | Bandera de la Provincia de Buenos Aires | Tristán Suárez       | 0 (3)            |                  |  |                                         |                  |                  |                  |  |                                         |                  |             |             |  |                                      |             |       |       |  |
|  |                                         |                        |                                         |                    | Bandera de la Provincia de Buenos Aires | Tristán Suárez       | 0 (3)            |                  |  |                                         |                  |                  |                  |  |                                         |                  |             |             |  |                                      |             |       |       |  |
|  |                                         |                        | Bandera de la Provincia de Entre Ríos   | Gimnasia (CdU) (p) | 0 (4)                                   |                      |                  |                  |  |                                         |                  |                  |                  |  |                                         |                  |             |             |  |                                      |             |       |       |  |
|  | Bandera de la Provincia de Entre Ríos   | Gimnasia (CdU)         | Bandera de la Provincia de Entre Ríos   | Gimnasia (CdU) (p) | 0 (4)                                   | 3                    |                  |                  |  |                                         |                  |                  |                  |  |                                         |                  |             |             |  |                                      |             |       |       |  |
|  | Bandera de la Provincia de Entre Ríos   | Gimnasia (CdU)         |                                         |                    |                                         |                      |                  |                  |  |                                         |                  |                  |                  |  |                                         |                  |             |             |  |                                      |             |       |       |  |
|  | Bandera de la Provincia de Buenos Aires | Defensores Unidos      | 0                                       |                    |                                         |                      |                  |                  |  |                                         |                  |                  |                  |  |                                         |                  |             |             |  |                                      |             |       |       |  |
|  | Bandera de la Provincia de Buenos Aires | Defensores Unidos      | 0                                       |                    |                                         |                      |                  |                  |  | Bandera de la Provincia de Entre Ríos   | Gimnasia (CdU)   | 0                |                  |  |                                         |                  |             |             |  |                                      |             |       |       |  |
|  |                                         |                        |                                         |                    |                                         |                      |                  |                  |  | Bandera de la Provincia de Entre Ríos   | Gimnasia (CdU)   | 0                |                  |  |                                         |                  |             |             |  |                                      |             |       |       |  |
|  |                                         |                        | Bandera de la Ciudad de Buenos Aires    | San Lorenzo        | 2                                       |                      |                  |                  |  |                                         |                  |                  |                  |  |                                         |                  |             |             |  |                                      |             |       |       |  |
|  | Bandera de la Provincia de Buenos Aires | Lanús                  | Bandera de la Ciudad de Buenos Aires    | San Lorenzo        | 2                                       | 0                    |                  |                  |  |                                         |                  |                  |                  |  |                                         |                  |             |             |  |                                      |             |       |       |  |
|  | Bandera de la Provincia de Buenos Aires | Lanús                  |                                         |                    |                                         |                      |                  |                  |  |                                         |                  |                  |                  |  |                                         |                  |             |             |  |                                      |             |       |       |  |
|  | Bandera de la Provincia de Santa Fe     | Atlético de Rafaela    | 1                                       |                    |                                         |                      |                  |                  |  |                                         |                  |                  |                  |  |                                         |                  |             |             |  |                                      |             |       |       |  |
|  | Bandera de la Provincia de Santa Fe     | Atlético de Rafaela    | 1                                       |                    | Bandera de la Provincia de Santa Fe     | Atlético de Rafaela  | 0                |                  |  |                                         |                  |                  |                  |  |                                         |                  |             |             |  |                                      |             |       |       |  |
|  |                                         |                        |                                         |                    | Bandera de la Provincia de Santa Fe     | Atlético de Rafaela  | 0                |                  |  |                                         |                  |                  |                  |  |                                         |                  |             |             |  |                                      |             |       |       |  |
|  |                                         |                        | Bandera de la Ciudad de Buenos Aires    | San Lorenzo        | 3                                       |                      |                  |                  |  |                                         |                  |                  |                  |  |                                         |                  |             |             |  |                                      |             |       |       |  |
|  | Bandera de la Provincia de Buenos Aires | Deportivo Morón        | Bandera de la Ciudad de Buenos Aires    | San Lorenzo        | 3                                       | 0 (2)                |                  |                  |  |                                         |                  |                  |                  |  |                                         |                  |             |             |  |                                      |             |       |       |  |
|  | Bandera de la Provincia de Buenos Aires | Deportivo Morón        |                                         |                    |                                         |                      |                  |                  |  |                                         |                  |                  |                  |  |                                         |                  |             |             |  |                                      |             |       |       |  |
|  | Bandera de la Ciudad de Buenos Aires    | San Lorenzo (p)        | 0 (3)                                   |                    |                                         |                      |                  |                  |  |                                         |                  |                  |                  |  |                                         |                  |             |             |  |                                      |             |       |       |  |
|  | Bandera de la Ciudad de Buenos Aires    | San Lorenzo (p)        | 0 (3)                                   |                    |                                         |                      |                  |                  |  |                                         |                  |                  |                  |  |                                         |                  |             |             |  | Bandera de la Ciudad de Buenos Aires | San Lorenzo | 0     |       |  |
|  |                                         |                        |                                         |                    |                                         |                      |                  |                  |  |                                         |                  |                  |                  |  |                                         |                  |             |             |  | Bandera de la Ciudad de Buenos Aires | San Lorenzo | 0     |       |  |
|  |                                         |                        | Bandera de la Provincia de Buenos Aires | Arsenal            | 3                                       |                      |                  |                  |  |                                         |                  |                  |                  |  |                                         |                  |             |             |  |                                      |             |       |       |  |
|  | Bandera de la Provincia de Buenos Aires | Estudiantes (LP)       | Bandera de la Provincia de Buenos Aires | Arsenal            | 3                                       | 2                    |                  |                  |  |                                         |                  |                  |                  |  |                                         |                  |             |             |  |                                      |             |       |       |  |
|  | Bandera de la Provincia de Buenos Aires | Estudiantes (LP)       |                                         |                    |                                         |                      |                  |                  |  |                                         |                  |                  |                  |  |                                         |                  |             |             |  |                                      |             |       |       |  |
|  | Bandera de la Provincia de Tucumán      | Atlético Tucumán       | 1                                       |                    |                                         |                      |                  |                  |  |                                         |                  |                  |                  |  |                                         |                  |             |             |  |                                      |             |       |       |  |
|  | Bandera de la Provincia de Tucumán      | Atlético Tucumán       | 1                                       |                    | Bandera de la Provincia de Buenos Aires | Estudiantes (LP)     | 2                |                  |  |                                         |                  |                  |                  |  |                                         |                  |             |             |  |                                      |             |       |       |  |
|  |                                         |                        |                                         |                    | Bandera de la Provincia de Buenos Aires | Estudiantes (LP)     | 2                |                  |  |                                         |                  |                  |                  |  |                                         |                  |             |             |  |                                      |             |       |       |  |
|  |                                         |                        | Bandera de la Provincia de Buenos Aires | Quilmes            | 1                                       |                      |                  |                  |  |                                         |                  |                  |                  |  |                                         |                  |             |             |  |                                      |             |       |       |  |
|  | Bandera de la Provincia de San Juan     | Unión (VK)             | Bandera de la Provincia de Buenos Aires | Quilmes            | 1                                       | 0                    |                  |                  |  |                                         |                  |                  |                  |  |                                         |                  |             |             |  |                                      |             |       |       |  |
|  | Bandera de la Provincia de San Juan     | Unión (VK)             |                                         |                    |                                         |                      |                  |                  |  |                                         |                  |                  |                  |  |                                         |                  |             |             |  |                                      |             |       |       |  |
|  | Bandera de la Provincia de Buenos Aires | Quilmes                | 3                                       |                    |                                         |                      |                  |                  |  |                                         |                  |                  |                  |  |                                         |                  |             |             |  |                                      |             |       |       |  |
|  | Bandera de la Provincia de Buenos Aires | Quilmes                | 3                                       |                    |                                         |                      |                  |                  |  | Bandera de la Provincia de Buenos Aires | Estudiantes (LP) | 0                |                  |  |                                         |                  |             |             |  |                                      |             |       |       |  |
|  |                                         |                        |                                         |                    |                                         |                      |                  |                  |  | Bandera de la Provincia de Buenos Aires | Estudiantes (LP) | 0                |                  |  |                                         |                  |             |             |  |                                      |             |       |       |  |
|  |                                         |                        | Bandera de la Ciudad de Buenos Aires    | All Boys           | 1                                       |                      |                  |                  |  |                                         |                  |                  |                  |  |                                         |                  |             |             |  |                                      |             |       |       |  |
|  | Bandera de la Provincia de Santa Fe     | Central Córdoba (R)    | Bandera de la Ciudad de Buenos Aires    | All Boys           | 1                                       | 0                    |                  |                  |  |                                         |                  |                  |                  |  |                                         |                  |             |             |  |                                      |             |       |       |  |
|  | Bandera de la Provincia de Santa Fe     | Central Córdoba (R)    |                                         |                    |                                         |                      |                  |                  |  |                                         |                  |                  |                  |  |                                         |                  |             |             |  |                                      |             |       |       |  |
|  | Bandera de la Ciudad de Buenos Aires    | All Boys               | 2                                       |                    |                                         |                      |                  |                  |  |                                         |                  |                  |                  |  |                                         |                  |             |             |  |                                      |             |       |       |  |
|  | Bandera de la Ciudad de Buenos Aires    | All Boys               | 2                                       |                    | Bandera de la Ciudad de Buenos Aires    | All Boys             | 3                |                  |  |                                         |                  |                  |                  |  |                                         |                  |             |             |  |                                      |             |       |       |  |
|  |                                         |                        |                                         |                    | Bandera de la Ciudad de Buenos Aires    | All Boys             | 3                |                  |  |                                         |                  |                  |                  |  |                                         |                  |             |             |  |                                      |             |       |       |  |
|  |                                         |                        | Bandera de la Ciudad de Buenos Aires    | Boca Juniors       | 1                                       |                      |                  |                  |  |                                         |                  |                  |                  |  |                                         |                  |             |             |  |                                      |             |       |       |  |
|  | Bandera de la Ciudad de Buenos Aires    | Excursionistas         | Bandera de la Ciudad de Buenos Aires    | Boca Juniors       | 1                                       | 0                    |                  |                  |  |                                         |                  |                  |                  |  |                                         |                  |             |             |  |                                      |             |       |       |  |
|  | Bandera de la Ciudad de Buenos Aires    | Excursionistas         |                                         |                    |                                         |                      |                  |                  |  |                                         |                  |                  |                  |  |                                         |                  |             |             |  |                                      |             |       |       |  |
|  | Bandera de la Ciudad de Buenos Aires    | Boca Juniors           | 4                                       |                    |                                         |                      |                  |                  |  |                                         |                  |                  |                  |  |                                         |                  |             |             |  |                                      |             |       |       |  |
|  | Bandera de la Ciudad de Buenos Aires    | Boca Juniors           | 4                                       |                    |                                         |                      |                  |                  |  |                                         |                  |                  |                  |  | Bandera de la Ciudad de Buenos Aires    | All Boys         | 1 (4)       |             |  |                                      |             |       |       |  |
|  |                                         |                        |                                         |                    |                                         |                      |                  |                  |  |                                         |                  |                  |                  |  | Bandera de la Ciudad de Buenos Aires    | All Boys         | 1 (4)       |             |  |                                      |             |       |       |  |
|  |                                         |                        | Bandera de la Provincia de Buenos Aires | Arsenal (p)        | 1 (5)                                   |                      |                  |                  |  |                                         |                  |                  |                  |  |                                         |                  |             |             |  |                                      |             |       |       |  |
|  | Bandera de la Provincia de Buenos Aires | Independiente (p)      | Bandera de la Provincia de Buenos Aires | Arsenal (p)        | 1 (5)                                   | 1 (4)                |                  |                  |  |                                         |                  |                  |                  |  |                                         |                  |             |             |  |                                      |             |       |       |  |
|  | Bandera de la Provincia de Buenos Aires | Independiente (p)      |                                         |                    |                                         |                      |                  |                  |  |                                         |                  |                  |                  |  |                                         |                  |             |             |  |                                      |             |       |       |  |
|  | Bandera de la Provincia de Corrientes   | Boca Unidos            | 1 (2)                                   |                    |                                         |                      |                  |                  |  |                                         |                  |                  |                  |  |                                         |                  |             |             |  |                                      |             |       |       |  |
|  | Bandera de la Provincia de Corrientes   | Boca Unidos            | 1 (2)                                   |                    | Bandera de la Provincia de Buenos Aires | Independiente        | 0                |                  |  |                                         |                  |                  |                  |  |                                         |                  |             |             |  |                                      |             |       |       |  |
|  |                                         |                        |                                         |                    | Bandera de la Provincia de Buenos Aires | Independiente        | 0                |                  |  |                                         |                  |                  |                  |  |                                         |                  |             |             |  |                                      |             |       |       |  |
|  |                                         |                        | Bandera de la Provincia de Buenos Aires | Arsenal            | 1                                       |                      |                  |                  |  |                                         |                  |                  |                  |  |                                         |                  |             |             |  |                                      |             |       |       |  |
|  | Bandera de la Provincia de Buenos Aires | Platense               | Bandera de la Provincia de Buenos Aires | Arsenal            | 1                                       | 1                    |                  |                  |  |                                         |                  |                  |                  |  |                                         |                  |             |             |  |                                      |             |       |       |  |
|  | Bandera de la Provincia de Buenos Aires | Platense               |                                         |                    |                                         |                      |                  |                  |  |                                         |                  |                  |                  |  |                                         |                  |             |             |  |                                      |             |       |       |  |
|  | Bandera de la Provincia de Buenos Aires | Arsenal                | 3                                       |                    |                                         |                      |                  |                  |  |                                         |                  |                  |                  |  |                                         |                  |             |             |  |                                      |             |       |       |  |
|  | Bandera de la Provincia de Buenos Aires | Arsenal                | 3                                       |                    |                                         |                      |                  |                  |  | Bandera de la Provincia de Buenos Aires | Arsenal          | 1                |                  |  |                                         |                  |             |             |  |                                      |             |       |       |  |
|  |                                         |                        |                                         |                    |                                         |                      |                  |                  |  | Bandera de la Provincia de Buenos Aires | Arsenal          | 1                |                  |  |                                         |                  |             |             |  |                                      |             |       |       |  |
|  |                                         |                        | Bandera de la Provincia de Mendoza      | Godoy Cruz         | 0                                       |                      |                  |                  |  |                                         |                  |                  |                  |  |                                         |                  |             |             |  |                                      |             |       |       |  |
|  | Bandera de la Ciudad de Buenos Aires    | Huracán                | Bandera de la Provincia de Mendoza      | Godoy Cruz         | 0                                       | 0 (3)                |                  |                  |  |                                         |                  |                  |                  |  |                                         |                  |             |             |  |                                      |             |       |       |  |
|  | Bandera de la Ciudad de Buenos Aires    | Huracán                |                                         |                    |                                         |                      |                  |                  |  |                                         |                  |                  |                  |  |                                         |                  |             |             |  |                                      |             |       |       |  |
|  | Bandera de la Provincia de Mendoza      | Godoy Cruz (p)         | 0 (5)                                   |                    |                                         |                      |                  |                  |  |                                         |                  |                  |                  |  |                                         |                  |             |             |  |                                      |             |       |       |  |
|  | Bandera de la Provincia de Mendoza      | Godoy Cruz (p)         | 0 (5)                                   |                    | Bandera de la Provincia de Mendoza      | Godoy Cruz           | 3                |                  |  |                                         |                  |                  |                  |  |                                         |                  |             |             |  |                                      |             |       |       |  |
|  |                                         |                        |                                         |                    | Bandera de la Provincia de Mendoza      | Godoy Cruz           | 3                |                  |  |                                         |                  |                  |                  |  |                                         |                  |             |             |  |                                      |             |       |       |  |
|  |                                         |                        | Bandera de la Provincia de Buenos Aires | Olimpo             | 2                                       |                      |                  |                  |  |                                         |                  |                  |                  |  |                                         |                  |             |             |  |                                      |             |       |       |  |
|  | Bandera de la Provincia de Buenos Aires | Olimpo (p)             | Bandera de la Provincia de Buenos Aires | Olimpo             | 2                                       | 0 (4)                |                  |                  |  |                                         |                  |                  |                  |  |                                         |                  |             |             |  |                                      |             |       |       |  |
|  | Bandera de la Provincia de Buenos Aires | Olimpo (p)             |                                         |                    |                                         |                      |                  |                  |  |                                         |                  |                  |                  |  |                                         |                  |             |             |  |                                      |             |       |       |  |
|  | Bandera de la Ciudad de Buenos Aires    | Vélez Sarsfield        | 0 (2)                                   |                    |                                         |                      |                  |                  |  |                                         |                  |                  |                  |  |                                         |                  |             |             |  |                                      |             |       |       |  |
|  | Bandera de la Ciudad de Buenos Aires    | Vélez Sarsfield        | 0 (2)                                   |                    |                                         |                      |                  |                  |  |                                         |                  |                  |                  |  |                                         |                  |             |             |  |                                      |             |       |       |  |
|  |                                         |                        |                                         |                    |                                         |                      |                  |                  |  |                                         |                  |                  |                  |  |                                         |                  |             |             |  |                                      |             |       |       |  |

### Dieciseisavos de final
A los 8 equipos de Primera División con más campeonatos obtenidos en el profesionalismo, preclasificados de manera directa, se agregaron los 24 ganadores de la ronda previa, en cada una de las 4 zonas. Los 32 equipos se eliminaron para determinar a los ganadores que pasaron a las semifinales de zona. Estos partidos se disputaron entre el 21 de marzo y el 22 de mayo de 2013.

#### Zona 1
| Fecha       | Estadio                          | Equipo 1           | Resultado     | Equipo 2          |
| ----------- | -------------------------------- | ------------------ | ------------- | ----------------- |
| 24 de abril | Bicentenario Ciudad de Catamarca | River Plate        | 0 - 1         | Estudiantes (BA)  |
| 8 de mayo   | Bicentenario Ciudad de Catamarca | Juventud Antoniana | 0 - 1         | Banfield          |
| 9 de mayo   | Mario Alberto Kempes             | Talleres (C)       | (5) 1 - 1 (3) | Sportivo Belgrano |
| 27 de marzo | Bicentenario Ciudad de Catamarca | Deportivo Armenio  | 1 - 2         | Newell's Old Boys |

#### Zona 2
| Fecha       | Estadio                          | Equipo 1            | Resultado | Equipo 2         |
| ----------- | -------------------------------- | ------------------- | --------- | ---------------- |
| 2 de mayo   | Bicentenario Ciudad de Catamarca | Estudiantes (LP)    | 2 - 1     | Atlético Tucumán |
| 27 de marzo | San Juan del Bicentenario        | Unión (VK)          | 0 - 3     | Quilmes          |
| 24 de abril | Tres de Febrero                  | Central Córdoba (R) | 0 - 2     | All Boys         |
| 21 de marzo | Centenario de Resistencia        | Excursionistas      | 0 - 4     | Boca Juniors     |

#### Zona 3
| Fecha       | Estadio                          | Equipo 1      | Resultado     | Equipo 2        |
| ----------- | -------------------------------- | ------------- | ------------- | --------------- |
| 22 de mayo  | Centenario de Resistencia        | Independiente | (4) 1 - 1 (2) | Boca Unidos     |
| 21 de mayo  | Florencio Sola                   | Platense      | 1 - 3         | Arsenal         |
| 17 de abril | San Juan del Bicentenario        | Huracán       | (3) 0 - 0 (5) | Godoy Cruz      |
| 17 de abril | Bicentenario Ciudad de Catamarca | Olimpo        | (4) 0 - 0 (2) | Vélez Sarsfield |

#### Zona 4
| Fecha       | Estadio                   | Equipo 1                 | Resultado     | Equipo 2            |
| ----------- | ------------------------- | ------------------------ | ------------- | ------------------- |
| 24 de abril | San Juan del Bicentenario | Racing Club              | 0 - 1         | Tristán Suárez      |
| 2 de mayo   | Ciudad de Vicente López   | Gimnasia y Esgrima (CdU) | 3 - 0         | Defensores Unidos   |
| 17 de abril | Centenario de Resistencia | Lanús                    | 0 - 1         | Atlético de Rafaela |
| 15 de mayo  | Ciudad de Vicente López   | Deportivo Morón          | (2) 0 - 0 (3) | San Lorenzo         |

### Octavos de final
En los octavos de final o semifinales de zona se eliminaron 16 equipos para determinar a los 8 ganadores que pasaron a las finales de zona. Estos partidos se disputaron entre el 14 de mayo y el 23 de julio de 2013.

#### Zona 1
| Fecha       | Estadio                   | Equipo 1         | Resultado     | Equipo 2          |
| ----------- | ------------------------- | ---------------- | ------------- | ----------------- |
| 29 de mayo  | Ciudad de Vicente López   | Estudiantes (BA) | (6) 1 - 1 (5) | Banfield          |
| 19 de junio | Centenario de Resistencia | Talleres (C)     | 1 - 0         | Newell's Old Boys |

#### Zona 2
| Fecha       | Estadio                          | Equipo 1         | Resultado | Equipo 2     |
| ----------- | -------------------------------- | ---------------- | --------- | ------------ |
| 23 de julio | Centenario de Resistencia        | Estudiantes (LP) | 2 - 1     | Quilmes      |
| 19 de junio | Bicentenario Ciudad de Catamarca | All Boys         | 3 - 1     | Boca Juniors |

#### Zona 3
| Fecha       | Estadio                          | Equipo 1      | Resultado | Equipo 2 |
| ----------- | -------------------------------- | ------------- | --------- | -------- |
| 12 de junio | Bicentenario Ciudad de Catamarca | Independiente | 0 - 1     | Arsenal  |
| 22 de mayo  | San Juan del Bicentenario        | Godoy Cruz    | 3 - 2     | Olimpo   |

#### Zona 4
| Fecha       | Estadio                   | Equipo 1            | Resultado     | Equipo 2                 |
| ----------- | ------------------------- | ------------------- | ------------- | ------------------------ |
| 14 de mayo  | Julio Humberto Grondona   | Tristán Suárez      | (3) 0 - 0 (4) | Gimnasia y Esgrima (CdU) |
| 19 de junio | Ingeniero Hilario Sánchez | Atlético de Rafaela | 0 - 3         | San Lorenzo              |

### Cuartos de final
Los ganadores de las semifinales de zona se eliminaron para determinar a los semifinalistas del torneo. Estos partidos se disputaron entre el 7 de agosto y el 28 de agosto de 2013.

#### Zona 1
| Fecha       | Estadio                   | Equipo 1         | Resultado | Equipo 2     |
| ----------- | ------------------------- | ---------------- | --------- | ------------ |
| 7 de agosto | Centenario de Resistencia | Estudiantes (BA) | 1 - 0     | Talleres (C) |

#### Zona 2
| Fecha        | Estadio                   | Equipo 1         | Resultado | Equipo 2 |
| ------------ | ------------------------- | ---------------- | --------- | -------- |
| 14 de agosto | San Juan del Bicentenario | Estudiantes (LP) | 0 - 1     | All Boys |

#### Zona 3
| Fecha        | Estadio                   | Equipo 1 | Resultado | Equipo 2   |
| ------------ | ------------------------- | -------- | --------- | ---------- |
| 28 de agosto | San Juan del Bicentenario | Arsenal  | 1 - 0     | Godoy Cruz |

#### Zona 4
| Fecha        | Estadio                   | Equipo 1                 | Resultado | Equipo 2    |
| ------------ | ------------------------- | ------------------------ | --------- | ----------- |
| 13 de agosto | Centenario de Resistencia | Gimnasia y Esgrima (CdU) | 0 - 2     | San Lorenzo |

### Semifinales
Los 4 equipos ganadores de las finales de zona se eliminaron para determinar a los finalistas del torneo. Estos partidos se disputaron el 18 de septiembre y el 2 de octubre de 2013.
| Fecha            | Estadio                   | Equipo 1         | Resultado     | Equipo 2    |
| ---------------- | ------------------------- | ---------------- | ------------- | ----------- |
| 18 de septiembre | Centenario de Resistencia | Estudiantes (BA) | (4) 1 - 1 (5) | San Lorenzo |
| 2 de octubre     | San Juan del Bicentenario | All Boys         | (4) 1 - 1 (5) | Arsenal     |

### Final
Los dos equipos ganadores de las semifinales se enfrentaron, el 16 de octubre de 2013, en el partido final para determinar al campeón. El ganador fue Arsenal, que obtuvo el derecho a disputar la Supercopa Argentina 2013 contra Vélez Sarsfield, campeón del Campeonato de Primera División 2012-13 y la clasificación a la segunda fase de la Copa Libertadores 2014.
| Fecha         | Estadio                          | Equipo 1    | Resultado | Equipo 2 |
| ------------- | -------------------------------- | ----------- | --------- | -------- |
| 16 de octubre | Bicentenario Ciudad de Catamarca | San Lorenzo | 0 - 3     | Arsenal  |

## Goleadores
| Jugador           | Equipo            | Goles |
| ----------------- | ----------------- | ----- |
| Daniel Bazán Vera | Tristán Suárez    | 5     |
| Damián Akerman    | Deportivo Morón   | 4     |
| Joaquín Cabral    | Deportivo Roca    | 4     |
| David Neyra       | Américo Tesorieri | 4     |
| Ignacio Piatti    | San Lorenzo       | 4     |
| Martín Prost      | CAI               | 4     |
| Daniel Segovia    | Cruz del Sur      | 4     |